# لويس الخامس، دوق بافاريا
لودفيغ الخامس (بالألمانية: Ludwig V)؛ يُلقب باسم البراندنبورغي (مايو 1315 – 18 سبتمبر 1361)، كان فردًا من عائلة فيتلسباخ، شغل منصب حاكم براندنبورغ (باسم لودفيغ الأول) منذ عام 1323 وحتى عام 1351 ومنصب دوق بافّاريا منذ عام 1347 وحتى وفاته، منذ عام 1342 وشارك في حكم كونتية تيرول عن طريق زواجه من الكونتيسة مارغريت من عائلة غوريتسيا.

## السيرة الشخصية
كان لودفيغ الخامس الابن البكر للملك لودفيغ الرابع وزوجته الأولى بياتريس السيليزية من أسرة بياست، كان والده دوق بافّاريا منذ العام 1294، وانتخب ملكًا للرومان عام 1314، ونافسه فريدرش الوسيم من عائلة هابسبورغ، وكان عليه الدفاع عن حقوقه في نزاعٍ طويل على العرش، وهَزم قوات فريدريك أخيرًا في معركة مولدورف عام 1322، وحصل على التاج الإمبراطوري عام 1328؛ ليس من قبل البابا بل من قبل «الشعب الروماني» بقيادة سيارا كولونا.

### حاكم براندنبورغ (المَرغراف)
بعد انتصاره في مولدورف، انتهز الملك هذه المناسبة ليستولي على مرغريفية براندنبورغ التي كانت بلا أمير، حيث توفي آخر حاكم أسكاني وهو هاينريش الطفل عام 1320 دون أن يكون له ورثة. متجاهلًا الدعوات التي أثارها قريب هاينريش الأسكاني دوق ساكس-فيتنبرغ رودولف الأول، والذي كان مؤيدًا لمنافسه هاسبورغ الذي كان صهره على أي حال، ونصَّب ابنه البكر لودفيغ حاكمًا عام 1323. وبقي تحت وصاية الكونت بيرثولد السابع من هينبرغ لكونه لا يزال قاصرًا، والذي كان بمثابة وصي عرش براندنبورغ. تخلى الدوق رودولف في أواخر عام 1324 عن مطالبته ببراندنبورغ في مقابل الحصول على تعويض.
لتقوية حكم سلالة فيتلسباخ أكثر في ألمانيا الشمالية، تزوج الحاكم لودفيغ من الأميرة مارغريت (1305-1340)، الابنة البكر لملك الدنمارك كرستوفر الثاني، في العام 1324. ومع ذلك، لم يحظَ حكم فيتلسباخ في براندنبورغ بالكثير من التأييد الشعبي أبدًا. وكنتيجة لقتل رئيس المجلس نيكولاوس فّون بيرناو من قبل مواطنين من برلين وكولن في العام 1325، عوقبت المدينة التوأم بالحضر البابوي. وبالتالي، أدَّت الاضطرابات الشعبية إلى تجدد الصراع الذي يمتد لقرون بين براندنبورغ وبوميرانيا منذ عام 1328 فصاعدًا. كان على الدوقات البوميرانيين الانسحاب من منطقة أوكرمارك بعد سلسلة من المعارك خلال أواخر عشرينيات وبدايات ثلاثينيات القرن الرابع عشر. في عام 1330، أخذوا دوقيتهم كإقطاعة بّابّوية للتحايل على مطالبات براندنبورغ. في عام 1338، توصلوا في النهاية إلى السلام مع الحاكم العسكري لفيتلسباخ، الذي تخلى عن مطالباته بمنصب السيد الأعلى للوردات ولكنه أبقى على حق الخلافة.
بعد تسلمه منطقة براندنبورغ الأميرية كإقطاعة، شارك لودفيغ في إعلان رينس عام 1338، مؤكدًا على حقوق والده ضد التدخل من قبل البابا بنديكت الثاني عشر. في عام 1340، دَعم هو وجون الثالث من هولشتاين فّلاديمير الرابع، شقيق مارغريت زوجة لودفيغ، لكي يخلف العرش الدنماركي. وحافظت عائلة فيتلسباخ على علاقاتٍ جيدةٍ مع البلاط الدنماركي، حتى بعد وفاة مارغريت في نفس السنة.
منذ العام 1342 وما بعده، بقي الحاكم لودفيغ في بافّاريا وتارول بشكل رئيسي. وفي 10 فبراير 1342، تزوج من الكونتيسة التايرولية مارغريت (مارغريت ماولتاش) لغرض كسب دُولها لصالح عائلة فيتلسباخ؛ ومع ذلك، لم تكن حينها مُطلقة بعد من زوجها السابق، جون هنري أمير لوكسمبورغ. وهي السنة التي سبقت طرد مارغريت لزوجها من تايرول. كان جون هنري ابن ملك بوهيميا جون الأول، الذي كان قد عَزل والد مارغريت، هنري من غوريزيا-تايرول من منصب ملك بوهيميا عام 1310. بينما كان لدى للإمبراطور لودفيغ الرابع المؤرخون وليم الأوكامي ومارسيليوس البادوفاييّ يدافعون عن هذا «الزواج المدني» الأول في العصور الوسطى، حرَم البابا كليمنت السادس الزوجين كنسيًا على الفور واشتهرت الفضيحة في جميع أرجاء أوروبا. بالرغم من أن تايرول كانت معاقبة بالحظر البابوي، واعتراض أساقفة بريكسن وترينت بشدة على حكم لودفيغ، فقد نجحت عائلة فيتلسباخ في الحصول على دعم النبلاء المحليين عن طريق منحهم امتيازات عديدة.